# Záhada (Hvězdná brána)
Záhada je 17. epizoda 1. řady sci-fi seriálu Hvězdná brána.

## Děj
SG-1 nachází při misi na Tollan, planetu postiženou silnou vulkanickou činností, skupinu místních obyvatel, téměř zasypaných sopečným popelem. Deset jich je ještě živých a SG-1 je vezme na Zemi.
Vůdce Tollanů Omoc však považuje pozemšťany za příliš primitivní, a chce se vrátit na Tollan. Chová se velmi arogantně a odmítá lidem říci cokoli bližšího o sobě a svých lidech. Ukáže se však, že návrat na Tollan není možný, protože podmínky na planetě se značně zhoršily, teplota prudce stoupla a atmosféra je nedýchatelná. Navíc k bráně míří proud lávy a podle odhadů jí za několik dní pohltí.
SG-1 se postupně od Tollánů dozvídá, že Omocův tým zůstal na planetě, aby zničil hvězdnou bránu. Ostatní Tolláni se evakuovali na jinou planetu. Po zničení brány měli čekat na loď, která by je dopravila do nového domova. Nyní tento plán nelze uskutečnit, protože Země je příliš daleko a nový domov Tollanů leží mimo síť hvězdných bran. Členové SG-1 se také dozvídají, proč se Omoc chová tak odmítavě a nehodlá se s nimi podělit o své znalosti a technologie. Když to v minulosti Tolláni udělali a poskytli své technologie obyvatelům Sarity, nejbližší obydlené planety. Sariťané byli na podobné technické úrovni jako pozemšťané a tollánskou technologii použili pro válečné účely. Zničili svou planetu a destrukce posunula i orbitu Tollanu. To nakonec vedlo ke zvýšení vulkanické činnosti a Tollan se postupně stal neobyvatelným. Od té doby nejsou ochotni se dělit s primitivními civilizacemi o své technologie.
Jelikož Omoc nechce se svými lidmi zůstat na Zemi, pozemšťané kontaktují nejvyššího radu Tupla z P3X-797 a ten nabízí Tollánům azyl v Zemi světla. Omoc to ovšem odmítne s tím, že Tuplovi lidé jsou ještě mnohem primitivnější než pozemšťané.
Generál Hammond bude muset urychleně najít Tollánům nový domov, protože o ně a především o jejich znalosti projevuje zájem vojenská rozvědka a do SGC přichází plukovník Maybourne se zplnomocněním k převozu Tollánů do zařízení rozvědky. Hammond se snaží získat čas a sděluje Maybournovi, že Tolláni musí projít karanténou.
Daniel Jackson nakonec přichází s nápadem kontaktovat Noxy. Problémem je však to, že Noxové svou bránu zakopali a Daniel neví, jak je kontaktovat. Omoc však ví jak Noxy kontaktovat. Daniel mu dává souřadnice planety Noxů a oba se tajně dostanou ze základny SGC, pomocí tollánského zařízení na průchod pevnou hmotou. Omoc pomocí subprostorového vysílače pošle Noxům zprávu.
Později je na základně vyhlášen poplach, protože brána byla aktivována zvenčí. Navíc Tolláni zmizeli ze svých ubikací a shromáždili se v prostoru brány. Jsou zde s nimi i Daniel a Teal'c. Zbytek týmu SG-1 je spolu s Hammondem a Maybournem v řídící místnosti a sleduje dění před bránou. Bránou přichází Lya a zdraví se s Danielem. Do prostoru brány přibíhá ozbrojená stráž a míří na ni a na Tollány. Maybourne požaduje, aby se okamžitě vzdali. Lya jej ignoruje a říká, že Tolláni jsou u Noxů vítáni. Aktivuje bránu a zneviditelní všechny Tollány, kteří odcházejí bránou. Maybourne dává povel k palbě, ale Lya nechá vojákům v prostoru brány zmizet zbraně a rovněž odchází.